# Shan-shan Sun
Shan-shan Sun, född 1973 i Wuhan, Kina, är en kinesisk pianist. Sun är bosatt i USA sedan 1991 då hon flyttade dit för att studera vid Cleveland Institute of Music. Hon är gift med den svenske pianisten Per Tengstrand och de båda makarna har ofta givit konserter tillsammans. Shan-shan Sun har vunnit priser i de amerikanska tävlingarna Darius Milhaud Competition, Nina Wideman Piano Competition och South Orange Symphony Artist Competition. Tillsammans med maken Per Tengstrand vann hon 2003 första pris i Murray Dranoff International Two Piano Competition.